# One Night Only (Thin Lizzy)
One Night Only è un live della band hard rock Thin Lizzy, registrato nel 1996 e pubblicato nel 2000.

## Tracce
1. "Jailbreak" (Phil Lynott) – 4:41
2. "Waiting for an Alibi" (Lynott, Gary Moore) – 3:42
3. "Don't Believe a Word" (Lynott) – 2:38
4. "Cold Sweat" (Lynott, John Sykes) – 3:30
5. "The Sun Goes Down" (Lynott, Darren Wharton) – 7:40
6. "Are You Ready" (Brian Downey, Scott Gorham, Lynott, Brian Robertson) – 3:06
7. "Bad Reputation" (Downey, Gorham, Lynott) – 3:46
8. "Suicide" (Lynott) – 5:54
9. "Still in Love With You" (Lynott) – 8:44
10. "Cowboy Song" (Downey, Lynott) – 5:43
11. "The Boys Are Back in Town" (Lynott) – 5:11
12. "Rosalie" (Bob Seger) – 8:36
13. "Black Rose" (Lynott, Moore) – 7:41

## Formazione
- John Sykes - chitarra, voce
- Scott Gorham - chitarra, voce
- Marco Mendoza - basso
- Darren Wharton - tastiera, voce
- Tommy Aldridge - batteria